# Lasy Żerkowsko-Czeszewskie
Lasy Żerkowsko-Czeszewskie este o arie protejată (sit de importanță comunitară — SCI) din Polonia întinsă pe o suprafață de 7.158,23 ha, integral pe uscat.

## Localizare
Centrul sitului Lasy Żerkowsko-Czeszewskie este situat la coordonatele 52°08′09″N 17°31′47″E / 52.1358°N 17.5296°E.

## Înființare
Situl Lasy Żerkowsko-Czeszewskie a fost declarat sit de importanță comunitară în octombrie 2009 pentru a proteja 12 specii de animale.

## Biodiversitate
Situată în ecoregiunea continentală, aria protejată conține 11 habitate naturale: Lacuri eutrofice naturale cu vegetație de tip Magnopotamion sau Hydrocharition, Râuri cu maluri nămoloase cu vegetație de Chenopodion rubri p.p. și Bidention p.p., Pajiști calcaroase din nisipuri xerice, Pajiști cu Molinia pe soluri calcaroase, turboase sau argilos-nămoloase (Molinion caeruleae), Pajiști aluvionare inundabile, de Cnidion dubii, Fânețe de joasă altitudine (Alopecurus pratensis, Sanguisorba officinalis), Păduri de stejar și carpen Galio-Carpinetum, Păduri acidofile de stejar bătrân cu Quercus robur pe câmpii nisipoase, Păduri aluvionare cu Alnus glutinosa și Fraxinus excelsior (Alno-Padion, Alnion incanae, Salicion albae), Păduri mixte riverane de Quercus robur, Ulmus laevis și Ulmus minor, Fraxinus excelsior sau Fraxinus angustifolia, de-a lungul marilor râuri (Ulmenion minoris), Păduri stepice euro-siberiene cu Quercus spp..
La baza desemnării sitului se află mai multe specii protejate:
- amfibieni (2): buhai de baltă cu burta roșie (Bombina bombina), triton cu creastă (Triturus cristatus)
- mamifere (3): liliac cârn (Barbastella barbastellus), castor (Castor fiber), vidră de râu (Lutra lutra)
- nevertebrate (4): croitorul mare al stejarului (Cerambyx cerdo), Ophiogomphus cecilia, Osmoderma eremita, Vertigo angustior
- pești (3): avat (Aspius aspius), zvârluga (Cobitis taenia), țipar (Misgurnus fossilis)